# 66丁目-リンカーン・センター駅
66丁目-リンカーン・センター駅（66ちょうめ リンカーン・センターえき、英: 66th Street–Lincoln Center）は、マンハッタンにあるニューヨーク市地下鉄IRTブロードウェイ-7番街線の駅である。66丁目とブロードウェイの交差点に位置し、1系統が終日、2系統が深夜のみ停車する。

## 駅構造
| G                  | 地上階                         | 出入口 （66丁目とブロードウェイの交差点南西（南行ホーム）および南東（北行ホーム）の出入口にエレベーター）                         |
| P プラットホーム階 | 相対式ホーム、右側のドアが開く | 相対式ホーム、右側のドアが開く |
| P プラットホーム階 | 北行緩行線                     | ← ヴァン・コートラント・パーク-242丁目駅行き（72丁目駅） ← 深夜帯：ウェイクフィールド-241丁目駅行き（72丁目駅）                   |
| P プラットホーム階 | 北行急行線                     | ← 通過 |
| P プラットホーム階 | 南行急行線                     | → 通過 → |
| P プラットホーム階 | 南行緩行線                     | → サウス・フェリー駅行き（59丁目-コロンバス・サークル駅）→ 深夜帯：ブルックリン・カレッジ駅行き（59丁目-コロンバス・サークル駅）→ |
| P プラットホーム階 | 相対式ホーム、右側のドアが開く | |

この駅は1904年10月27日に開業した。ホームの壁は2004年に改装され、ニューヨークのアーティストであるNancy Spero（ナンシー・スペロ）によりデザインされたモザイクで飾られている。駅にはエレベーターがありバリアフリー化されているが、これは改札口と地上のみでありホーム南端にあるホーム間連絡通路にはエレベーターは設置されていない。

### 出口
| 出口の場所                                 | 出口タイプ   | 出口の数 | ホーム行先                 |
| ------------------------------------------ | ------------ | -------- | -------------------------- |
| ブロードウェイと66丁目の交差点南西         | 階段         | 2        | 南行ホーム                 |
| ブロードウェイと66丁目の交差点南西         | エレベーター | 1        | 南行ホーム                 |
| ブロードウェイと66丁目の交差点南東         | 階段         | 2        | 北行ホーム                 |
| ブロードウェイと66丁目の交差点南東         | エレベーター | 1        | 北行ホーム                 |
| コロンバス・アベニューと65丁目の交差点南西 | 階段         | 1        | 両ホーム（南行ホーム経由） |
| リンカーン・センター                       | 地下通路     | 1        | 両ホーム（南行ホーム経由） |

## 駅周辺

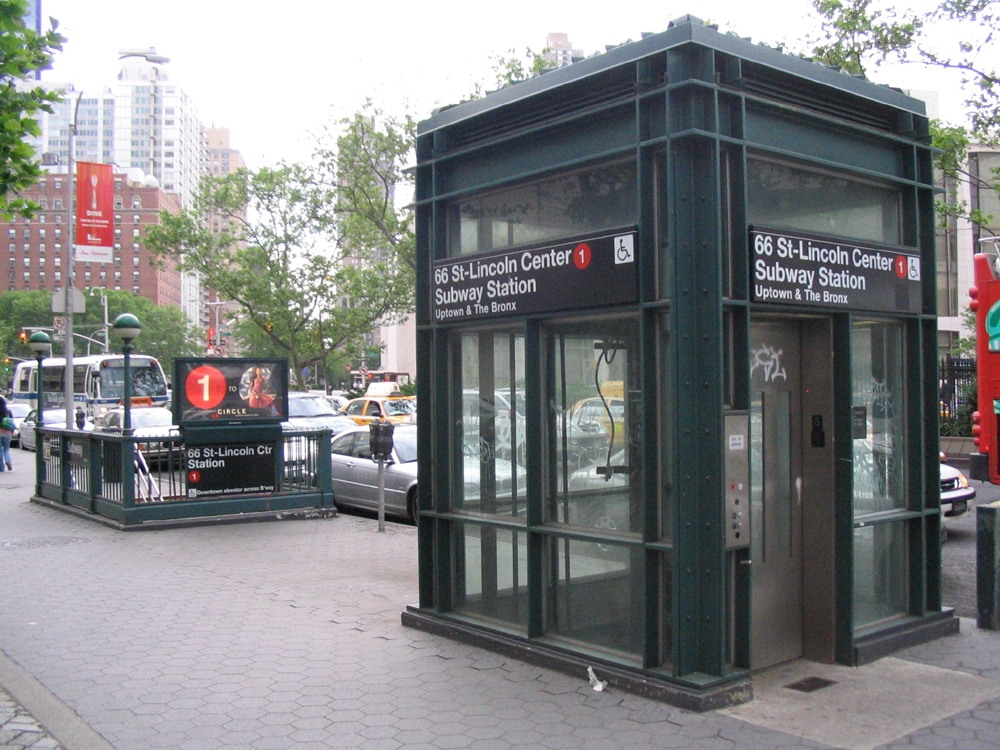
入口エレベーター

駅から南へ向かえばリンカーン・センター・フォー・ザ・パフォーミング・アーツへ、西へ向かえばアリス・タリー・ホールがある。また、リンカーン・センターへは駅南端から地下通路で接続されているため雨天時も雨に濡れる事無く移動が可能である。詩人のダンテ・アリギエーリの像があり、その名を冠したダンテ・パークやアメリカのテノール歌手、リチャード・タッカーの名を冠したリチャード・タッカー・パークなどもある。
そのほか、フィオレロ・ヘンリー・ラガーディア音楽芸術舞台芸術高等学校やマーチン・ルーサー・キング高等学校ビル内の小規模学校なども含め多数の学校がある。
これらの他にも駅周辺には
| - ABCテレビセンター東スタジオ、および関連会社であるWABC-TV。 - アメリカン・フォーク・アート美術館 - アムステルダム住宅、ニューヨーク市住宅局 - ビーコン学校 - レナード・バーンスタイン通り（アムステルダム通りとブロードウェイの間にある西65丁目） - セントラル・パーク - 聖パウロ教会 - 善き羊飼いの教会 - 倫理文化自然学校、予備校 - フォーダム大学リンカーン・センターキャンパス - ホーリー・トリニティ教会 | - ピーター・ジェニングス通り（コロンバス・アベニューとセントラル・パーク西の間の西66丁目） - ジュリアード音楽院 - リンカーン・スクエアファーマーズマーケット（リチャード・タッカー・スクエア） - リンカーン・スクエア・シナゴーグ - マンハッタン・ニューヨーク寺院（末日聖徒イエス・キリスト教会） - マーキン・コンサート・ホール - 聖書美術館（アメリカ聖書協会） - ニューヨーク工科大学 - ニューヨーク倫理文化協会 - ウエスト・サイドYMCA |

などがある。

## 出典

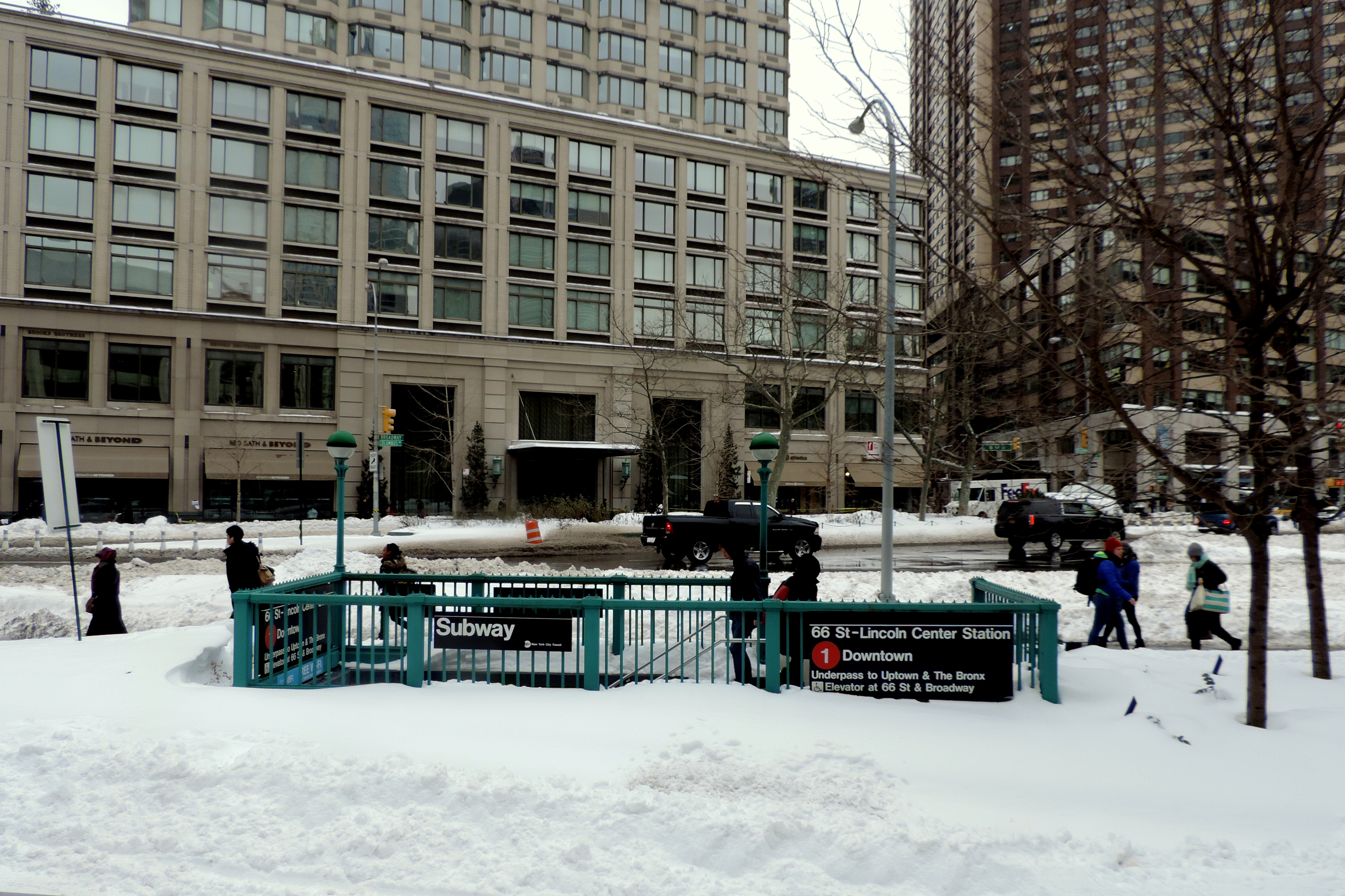
65丁目南の南行ホームへの階段